# 주지완
주지완(朱智婉, 영어: Jiwan Joo, 1965년 12월 25일~)은 대한민국의 공예가이다. 한국과 미국을 배경으로 활동하는 미술인이며, 초기에는 도예 작품에 주력하여 작품 활동을 하였으나, 점차 다양한 재료와 매체를 통해 미술작업을 하고있다.

## 학력
- 이화여자대학교 대학원 석사 (MFA, 1990)
- 이화여자대학교 미술대학 학사 (BFA, 1988)
- 선화예술고등학교
- 선화예술중학교

## 경력
- 버지니아 커먼웰스 대학교 비지팅 아티스트 (2004-2006)
- 이화여자대학교 공예학부 강사 (2002)
- 대원과학대학교 강사 (2000)
- 강남대학교 강사 (1996-1998)
- Wookoo Ceramic Studio 디자이너 (1995-1996)
- 이화도예Studio 강사 (1991)

## 개인전
- 제5회 개인전 「Cardboard Room」 (NoHo 갤러리, 뉴욕, 미국, 2016)
- 제4회 개인전 「Labyrinth as Puzzle」 (NoHo 갤러리, 뉴욕, 미국, 2011)
- 제3회 개인전 「Sand Labyrinth」 (Quirk 갤러리, 리치몬드, 미국, 2009)
- 제2회 개인전 「Finding the Way Out from the Labyrinth」 (Gallery Art 6, 리치몬드, 미국, 2006)
- 제1회 개인전 「비색으로의 초대」 (가나아트 스페이스, 서울, 한국, 2001)

## 단체전
- INVITATIONAL (NoHo M55 갤러리, 뉴욕, 미국, 2015)
- 북부 뉴저지 예술센터 조각가 연합전 (BWAC 갤러리, 브루클린, 뉴욕, 미국, 2015)
- 한국 현대 도예전 (미국 한국학회, 뉴욕, 미국, 2014)
- Who's Who (NoHo 갤러리, 뉴욕, 미국, 2013)
- 조각가 연합전 (JCC 웨스트 오렌지, 뉴저지, 미국, 2012)
- 전통의 변형 - 현대 한국 도예 귀국전 (한국국제교류재단 갤러리, 한국, 2011)
- 비엔날레 특별전 「조각과 채움: 상감 도자 특별전」 (경기도자미술관, 한국, 2011)
- Six in the City (NoHo 갤러리, 뉴욕, 미국, 2011)
- 한국적 비전: 시간-공간-아름다움 (벨스키 미술관, 뉴저지, 미국, 2011)
- NoHo 갤러리 제6회 연례 경매전 (뉴욕, 미국, 2010)
- 상감 기법의 재발견 (더 클레이 스튜디오, 여주, 한국, 2010)
- 조각가 연합전: 동서양의 만남 (뉴저지 예술센터, 뉴 밀포드, 뉴저지, 미국, 2010)
- 2009 올해의 한국 현대 도예가전 (산티아고 갤러리, 뉴욕, 미국, 2009-2010)
- NoHo 갤러리 제5회 연례 경매전 (뉴욕, 미국, 2009)
- 포스트카드 쇼 (A.I.R. 갤러리, 브루클린, 뉴욕, 미국, 2009)
- 조각가 연합전 (버겐 칼리지 학습센터, 해켄색, 뉴저지, 미국, 2009)
- Standing on the Shoulder of Giants (CSU 미술학과, 조지아, 미국, 2009)
- 조각가 연합전: 벽 위의 조각적 경로 (Intermezzo 갤러리, 버겐 카운티, 미국, 2008)
- 조각가 연합전: 여정, 조각적 경로 (벨스키 미술관, 뉴저지, 미국, 2008)
- 조각가 연합전 (뉴저지 예술센터, 뉴 밀포드, 미국, 2008)
- Generation (A.I.R. 갤러리, 뉴욕, 미국, 2008)
- Atmosphere - A Woman's Prerogative (Capital One 아트 프로그램, 리치몬드, 미국, 2007)
- Tradition Transformed: Contemporary Korean Ceramics (아일랜드, 스페인, 영국, 유럽 순회전, 2007-2011)
- 실크로드를 따라 (Capital One, 리치몬드, 미국, 2006)
- 강연, VCU 미술대학 공예학과 (버지니아, 미국, 2006)
- 버지니아 미술관 스튜디오 교수전 (VMFA, 버지니아, 미국, 2005)
- 동서양 그리고 그 사이 (FAB 갤러리, VCU, 버지니아, 미국, 2005)
- 공기 속의 사랑 (롱우드 비주얼 아트 센터, 롱우드 대학교, 버지니아, 미국, 2005)
- 버지니아 미술관 스튜디오 교수전 (VMFA, 버지니아, 미국, 2004)
- From the Fire : Contemporary Korean Ceramics (미국 내 주요 미술관 순회전, 2004-2007)
- 세대, 융합, 조화, 창조 (한국공예문화진흥원, 서울, 한국, 2001)
- 21세기의 지성과 감성 (한가람 미술관, 서울, 한국, 2000)
- 99 EWHA ACTION VISION (한가람 미술관, 서울, 한국, 1999)
- 95 MINO 제4회 국제 도예 공모전 (다지미 시 특별전시관, 일본, 1995)
- 서울 현대 도예 비엔날레 (서울 시립미술관, 한국, 1995)
- 한국 현대 도예 30년 (국립현대미술관, 서울, 한국, 1994)
- 진로 초대 도예전 (서울 공평아트센터, 한국, 1993)
- B-35 초대전 (문화개발박물관, 서울, 한국, 1991)
- 서울 현대 도예 비엔날레 (서울 시립미술관, 한국, 1991)
- 한국 공예 미술대전 (국립현대미술관, 한국, 1991)
- 서울 프레스 센터 현대 도예전 (서울 프레스 센터 갤러리, 한국, 1990)
- 한국 공예 미술대전 (국립현대미술관, 한국, 1989)
- 서울 현대 도예 비엔날레 (서울 시립미술관, 한국, 1989)

## 저서
- 『뉴욕의 축제』 (문학세계사, 2014)[2]
- 『뉴욕의 현대미술 이야기』 (문학세계사, 2011)[3]

## 수상
- 대한민국 공예대전 특선 (1991)
- 서울 프레스 센터 현대 도예 공모전 우수상 (1990)
- 대한민국 공예대전 특선 (1989)